# Tjänstegrupplivförsäkring
Tjänstegrupplivförsäkring (TGL) en försäkringsform i Sverige för anställda som omfattar stöd till närstående om den försäkrade avlider, ungefär som en vanlig livförsäkring. Dock finns vissa begränsningar i tjänstegrupplivförsäkring, som inte gäller för privat/individuell livförsäkring. En tjänstegrupplivförsäkring tecknas normalt av den försäkrades arbetsgivare och arbetstagarorganisation och är en variant av gruppförsäkring. Den första kollektivavtalade tjänstegrupplivförsäkringen infördes av arbetsmarknadens parter i Sverige år 1963.
Utbetalningen som försäkringen leder till vid dödsfall är skattefri och omfattar minst sex prisbasbelopp, det vill säga 267 000 kronor (år 2013).